# Брама Ґродська
Бра́ма Ґро́дська (пол. Brama Grodzka), Брама Гродська, також Жидівська брама (пол. Brama Żydowska) — міські ворота в Любліні. Ще одна застаріла назва — Нижня брама (на відміну від Верхньої — Краківської). Історично слугувала місцем переходу між християнською та єврейською частинами міста. Зараз у ній розташовується Осередок «Брама Ґродська — Театр NN».

## Історія
Брама Ґродська стала одним із перших (разом із Краківською брамою) мурованих елементів захисної системи середньовічного Любліна. Збудована в 1342 році за розпорядженням Казимира III Великого, спершу мала висоту 12 метрів і квадратний план. Склепіння не було, однак над проїздом розташовувалось приміщення для стражників міста.
У 60-і роки XVI століття була прибудована добудова, яка служила для підйому дерев'яного розвідного моста до Люблінського замку. В 1572 році муляр із прізвищем Брудни за 40 флоринів замість дерев'яного моста звів цегляний. Згодом, у 1576 році, Стефан Баторій дозволив брати плату за проїзд — із цих коштів платилася заробітна плата сторожеві. У 80-х роках XVI століття було добудоване склепіння брами, а згодом дах було вкрито ґонтом.
На початку XVII століття вода, що регулярно підмивала будівлю, зруйнувала частину стіни. Тоді брама була перебудована в двоповерхову споруду та покрита двосхилим дахом, паралельним до проходу. З часом будинок, що прилягав до брами з південного сходу, перетворили на міські стайні. Те, як виглядала тоді брама, можемо бачити, серед іншого, на гравюрі на міді Георга Брауна і Франца Хогенберга, виконаній в 1618 році.
Люблінська пожежа 1719 року, зображена на картині з Домініканського монастиря «Пожежа Любліна 1719 року», вплинула і на простір навколо воріт. На картині можна розгледіти тодішній зовнішній вигляд будівлі, увінчаної парапетом.
В кінці XVIII століття люблінська комісія Boni Ordinis запросила в короля Станіслава Августа Понятовського кошти на ремонт об'єкту, що перебував тоді в дуже поганому стані. Виконавцем проекту став придворний архітектор короля Домінік Мерліні. Він суттєво змінив як зовнішній вигляд, так і внутрішнє планування брами Ґродської. Також змінилася функція будівлі — з оборонної на житлову та торговельну. Це пов'язано із тим, що на місці колишнього ставу біля замку розростався єврейський квартал. Privilegium de non tolerandis Judaeis не давав змоги євреям селитися в межах міста, тому брама Ґродська на стику двох кварталів ідеально підходила для торговельної функції. В XIX столітті на магазини були перероблені й колишні стайні.
У 1873 році ворота, а також сусідні кам'яниці придбав на аукціоні Хаїм Клейман. Розбудова кам'яниць призвели до того, що ворота перестали бути вільностоячою спорудою. На рубежі століть над брамним проходом добудували низький півповерх з великим вікном. Доступним цей півповерх був із приміщень над стайнями.
У 1942 році тут відбулась пожежа — згорів дах брами. У 1945 році місто стало власником споруди (як і іншого майна, що залишилось після євреїв). Проект реконструкції розроблений в 1946 році інженером Заморовскі, але реконструкція була проведена лише в 1954 році. Під час цих праць ліквідовані стінні перегородки і створено одну кімнату на першому поверсі. Будівлю передано Ліцею образотворчих мистецтв, який користувався нею до 1979 року. Після цього в брамі розміщувлися заклади культури, у тому числі Towarzystwo Przyjaciół Sztuk Pięknych, Towarzystwo Kultury Teatralnej і Lubelskie Studio Teatralne. Починаючи з 1992 року, будівля використовується Осередком Брама Ґродська — Театр NN.

## Стиль споруди
Після всіх ремонтів і перебудов брама Ґродська стала належати до класицистичного стилю. Характерні риси видно на зовнішньому оздобленні будівлі: рустований фасад, прямокутні вікна, прямокутний фронтон з датою перебудови (MDCCLXXXV) і королівською монограмою, неокласичні вази на п'єдесталах з боків.